# Карло Таккіні
Карло Таккіні (25 січня 1995 , Вербанія, П'ємонт ) — італійський спортсмен-веслувальник на каное, срібний призер Олімпійських ігор 2024 року.

## Виступи на Олімпіадах
| Олімпіада            | Дисципліна                  | Місце |
| -------------------- | --------------------------- | ----- |
| Ріо-де-Жайнейро 2016 | каное-одиночки, 200 метрів  | 15    |
| Ріо-де-Жайнейро 2016 | каное-одиночки, 1000 метрів | 7     |
| Париж 2024           | каное-одиночки, 1000 метрів | 5     |
| Париж 2024           | каное-двійки, 500 метрів    | 2     |

## Зовнішні посилання
- Карло Таккіні на сайті International Canoe Federation (англійська)
- Карло Таккіні на сайті Olympics.com (англійська)
- Карло Таккіні на сайті Olympedia (англійська)
- Карло Таккіні на сайті Italian Olympic Committee (італійська)